# سيدي علي (مغاصيين)
سيدي علي هي إحدى مشيخات المملكة المغربية، تتبع جغرافيا لعمالة مكناس وإداريًا لمغاصيين. يقدر عدد سكانها بـ 6107 نسمة حسب الإحصاء الرسمي للسكان والسكنى لسنة 2004.